# Crambus hastifer
Crambus hastifer là một loài bướm đêm trong họ Crambidae.